# Flugberatungsdienst
Der Flugberatungsdienst (englisch Aeronautical Information Service, AIS) ist zuständig für die Bereitstellung und den Austausch von Informationen zur Planung und Durchführung von Flügen durch Publikationen und Beratung vor dem Flug.

## Aufgaben
Die Aufgaben der Flugberatung umfassen unter anderem die Bereitstellung von Luftfahrtkarten, die Bereitstellung von Luftfahrthandbüchern, das Sammeln und Auswerten von NOTAM (Notices to Airmen) sowie die Entgegennahme und Verarbeitung von Flugplänen.
Die Informationen werden von der Flugsicherung (in Deutschland die DFS, in Österreich die Austro Control GmbH, in der Schweiz die skyguide) bereitgestellt. Die Flugsicherungsmeldungen sind an der Stelle abzugeben, wo ein schwarzes 'C' auf gelbem, quadratischem Grund markiert ist.
Für Informationen während des Fluges ist hingegen der Fluginformationsdienst (engl. flight information service, FIS) zuständig.

## Homebriefing
In Österreich wird von der Vienna Flight Service Station (VFSS) (Zentral-AIS) in Wien/Schwechat zusätzlich zur persönlichen Flugberatung ein internetbasierter Flugberatungsservice angeboten, der alle flugrelevanten (inkl. MET-Service) Daten (europaweit gesichert) beinhaltet.
Remote-Verbindungen zu www.homebriefing.com gibt es gratis auf allen internationalen österreichischen Flughäfen und vielen öffentlichen und privaten Flugfeldern. Dieses System wird in Kooperation mit der Schweiz betrieben, wo diese Dienste in gleicher Weise verfügbar sind. Ähnliche Systeme gibt es in Deutschland (Deutsche Flugsicherung, DFS) Dänemark und den Vereinigten Staaten von Amerika.